# Вогнева Марія
Вогнева Маріна — в слов'янській міфології богиня вогню, яка надає допомогу і поради богу грому Перуну. Це божество з'являється також серед південних слов'ян, і там, як правило, вважається сестрою бога грому.
Вогненної Марині присвячений день 17 (30) липня. У цей день селяни з особливою увагою стежили за небом із блискавицями і хлібним полем і благали Бога про дарування дощів та спасіння хлібних полів від блискавки.